# Tuần Ấp
Tuần Ấp (tiếng Trung: 旬邑縣, Hán Việt: Tuần Ấp huyện) là một huyện thuộc địa cấp thị Hàm Dương, tỉnh Thiểm Tây, Cộng hòa Nhân dân Trung Hoa. Huyện này có diện tích 1697 km2, dân số năm 2002 là 270.000 người. Huyện Tuần Ấp được chia thành các đơn vị hành chính gồm 10 trấn (Thành Quan, Tiều Pha Đầu, Trương Hồng, Trịnh Gia, Thái Thôn, Thổ Kiều, Chức Điền, Trượng Bát, Tự, Mã Lan, Để Miếu) và 4 hương (Bài Hạ, Xích Đạo, Thanh Nguyên, Nguyên Để).